# Topoliwka (Krym)
Topoliwka (ukr. Тополівка, ros. Тополевка, Topolewka) – wieś na Ukrainie, w Autonomicznej Republice Krymu (de iure stanowiącej integralną część państwa ukraińskiego, w 2014 anektowanej przez Rosję i odtąd funkcjonującej jako Republika Krymu), w rejonie biłohirskim. W 2001 liczyła 231 mieszkańców, wśród których 6 wskazało jako ojczysty język ukraiński, 182 rosyjski, 42 krymskotatarski, a 1 inny. Według spisu ludności przeprowadzonego przez okupacyjne władze rosyjskie populacja wsi w 2014 wynosiła 222 osoby.